# Кочкарлей
Кочкарлей — село в Николаевском районе Ульяновской области. Входит в состав Поспеловского сельского поселения.

## География
Находится на расстоянии примерно 24 километра на север по прямой от районного центра посёлка Николаевка.

## История

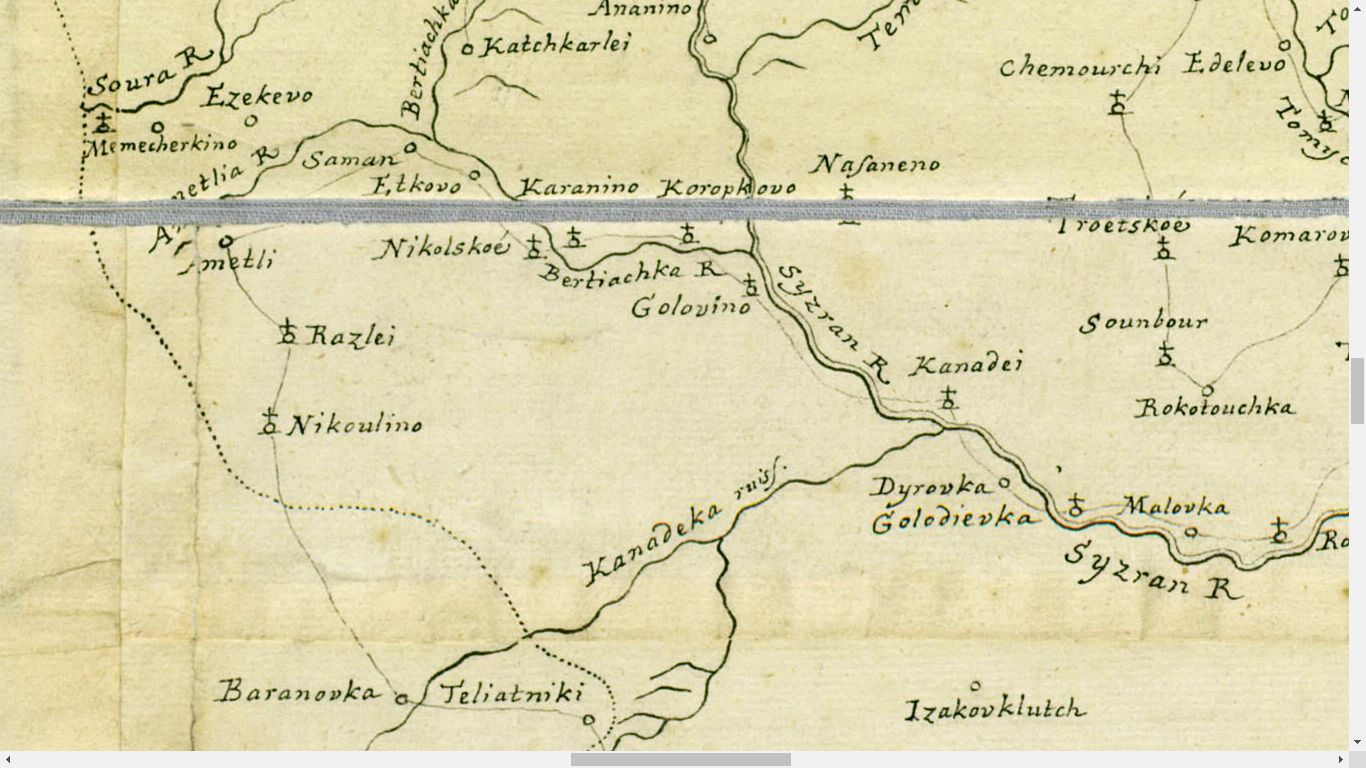
Катчкарлей на 40-верстной карте «Симбирск, Самара и Петровск» 1729 г.

Основано в 1686 году 10 служилыми и 5 ясашными чувашами во главе с Чинаем Яшкитовым.
В 1723 году, на момент 1-й подушной переписи, в деревне Качкарлей жило 174 служилых чуваша мужского пола в 38 дворах.
В 1748 году, на момент 2-й подушной переписи, в деревне Качкарлей жило 214 служилых чувашей мужского пола.
В 1762 году, на момент 3-й подушной переписи, в селе Богородском Качкарлей тож жило 140 новокрещен из служилых чуваш мужского пола, а также 135 женского пола. Там же жило 26 крестьян мужского пола и 24 женского пола, принадлежавших помещице А. А. Кезминой. Помимо них, там жило 16 крестьян мужского пола и 14 женского пола, принадлежавших помещику И. С. Матюнину.
В 1780 году, при создании Симбирского наместничества, в Канадейском уезде в деревне Богородской Качкарлей тож при речке Бекшанке жило 104 крещёных чуваша и 77 помещичьих крестьян.
В 1913 году в селе было дворов 269 и жителей 1728, Казанская церковь (каменная), школа и больница. В 1990-е годы работало отделение СПК «Мечты Ильича».

## Население
Население составляло: в 1780 г. — 181 чел., 148 человек в 2002 году (русские 75 %), 106 по переписи 2010 года.

## Известные люди
- Борисов, Михаил Павлович